# Trona (contea di Inyo, California)
Trona è un census-designated place (CDP) degli Stati Uniti d'America, situato nello stato della California, nella contea di Inyo.